# Élections à l'Assemblée régionale de Cantabrie de 1987
Les élections à l'Assemblée régionale de Cantabrie de 1987 (en espagnol : elecciones a la Asamblea Regional de Cantabria de 1987) se tiennent le mercredi 10 juin 1987, afin d'élire les 39 députés de la IIe législature de l'Assemblée régionale de Cantabrie pour un mandat de quatre ans.

## Mode de scrutin
L'Assemblée régionale de Cantabrie (Asamblea Regional de Cantabria) est une assemblée parlementaire monocamérale constituée de 39 députés (diputados), élus pour une législature de quatre ans au suffrage universel direct selon les règles du scrutin proportionnel d'Hondt par l'ensemble des personnes résidant dans la communauté autonome où résidant momentanément à l'extérieur de celle-ci, si elles en font la demande.

### Convocation du scrutin
Conformément à l'article 10 du statut d'autonomie de la Cantabrie, l'Assemblée régionale est élue pour un mandat de quatre ans. L'article 18 de la loi électorale cantabrique du 27 mars 1987 précise que les élections sont convoquées par le président de la Députation régionale de Cantabrie au moyen d'un décret publié le vingt-cinquième jour qui précède la fin de la législature, qui prévoit la tenue du scrutin dans les trente à soixante jours suivant la fin de la législature et en coïncidence avec les élections aux autres assemblées des communautés autonomes.

### Nombre de députés
Puisque l'article 10 du statut d'autonomie prévoit que le nombre de députés « sera fixé entre 35 et 45 », l'article 17 de la loi électorale dispose que le nombre de parlementaires est fixé à 39. L'article 10 précise que le territoire de la communauté autonome forme une circonscription électorale unique.

### Présentation des candidatures
Peuvent présenter des candidatures, : 
- les partis ou fédérations politiques enregistrées auprès du registre des associations politiques du ministère de l'Intérieur ;
- les coalitions électorales de ces mêmes partis ou fédérations dûment constituées et inscrites auprès de la commission électorale au plus tard 15 jours après la convocation du scrutin ;
- et les électeurs de la circonscription, s'ils représentent au moins 1 % des inscrits.

### Répartition des sièges
Seules les listes ayant recueilli au moins 5 % des suffrages valides — qui correspondent au total des suffrages exprimés et des votes blancs — peuvent participer à la répartition des sièges à pourvoir, qui s'organise en suivant différentes étapes : 
- les listes sont classées en une colonne par ordre décroissant du nombre de suffrages obtenus ;
- les suffrages de chaque liste sont divisés par 1, 2, 3... jusqu'au nombre de députés à élire afin de former un tableau ;
- les mandats sont attribués selon l'ordre décroissant des quotients ainsi obtenus[3],[6],[7].

Lorsque deux listes obtiennent un même quotient, le siège est attribué à celle qui a le plus grand nombre total de voix ; lorsque deux candidatures ont exactement le même nombre total de voix, l'égalité est résolue par tirage au sort et les suivantes de manière alternative.

## Campagne

### Principales forces politiques
| Force politique | Force politique                                                          | Force politique | Idéologie                                                     | Chef de file                         | Résultats en 1983          |
| --------------- | ------------------------------------------------------------------------ | --------------- | ------------------------------------------------------------- | ------------------------------------ | -------------------------- |
|                 | Alliance populaire (es) Alianza Popular                                  | AP              | Droite Conservatisme, monarchisme                             | Juan Hormaechea (Maire de Santander) | En coalition 14 députés    |
|                 | Parti socialiste ouvrier espagnol (es) Partido Socialista Obrero Español | PSOE            | Centre gauche Social-démocratie, progressisme, régionalisme   | Jaime Blanco                         | 38,6 % des voix 15 députés |
|                 | Parti démocrate populaire (es) Partido Demócrata Popular                 | PDP             | Centre droit Démocratie chrétienne                            | José Antonio Rodríguez               | En coalition 4 députés     |
|                 | Parti régionaliste de Cantabrie (es) Partido Regionalista de Cantabria   | PRC             | Centre à centre gauche Régionalisme, progressisme             | Miguel Ángel Revilla                 | 6,8 % des voix 2 députés   |
|                 | Gauche unie (es) Izquierda Unida                                         | IU              | Gauche radicale Écosocialisme, communisme, républicanisme     | Ángel Agudo (es)                     | 4,0 % des voix 0 député    |
|                 | Centre démocratique et social (es) Centro Democrático y Social           | CDS             | Centre Libéralisme, social-libéralisme, démocratie chrétienne | Manuel Garrido Martínez (es)         | 2,6 % des voix 0 député    |

## Résultat

### Voix et sièges
| Représentation en hémicycle sur un axe gauche-droite du résultat. |                                                              |         |        |      |        |               |
| Partis                                                            | Partis                                                       | Voix    | %      | +/-  | Sièges | +/-           |
|                                                                   | Alliance populaire (AP)                                      | 122 964 | 41,68  | Coal | 19     | 5             |
|                                                                   | Parti socialiste ouvrier espagnol (PSOE)                     | 87 230  | 29,57  | 9,06 | 13     | 2             |
|                                                                   | Parti régionaliste de Cantabrie (PRC)                        | 37 950  | 12,86  | 6,1  | 5      | 3             |
|                                                                   | Centre démocratique et social (CDS)                          | 19 370  | 6,57   | 3,99 | 2      | 2             |
|                                                                   | Gauche unie (IU)                                             | 10 659  | 3,61   | 0,37 | 0      | en stagnation |
|                                                                   | Parti démocrate populaire (PDP)                              | 6 964   | 2,36   | Coal | 0      | 4             |
|                                                                   | Parti des travailleurs d'Espagne – Unité communiste (PTE-UC) | 2 441   | 0,83   | Nv.  | 0      | en stagnation |
|                                                                   | Radicaux pour la Cantabrie (RpC)                             | 1 863   | 0,63   | Nv.  | 0      | en stagnation |
|                                                                   | Parti ouvrier socialiste internationaliste (POSI)            | 1 518   | 0,52   | Nv.  | 0      | en stagnation |
|                                                                   | Plate-forme humaniste (PH)                                   | 767     | 0,26   | Nv.  | 0      | en stagnation |
|                                                                   | Blanc                                                        | 3 292   | 1,12   |      |        |               |
|                                                                   |                                                              |         |        |      |        |               |
| Votes valides                                                     | Votes valides                                                | 295 018 | 98,63  |      |        |               |
| Votes nuls                                                        | Votes nuls                                                   | 4 097   | 1,37   |      |        |               |
| Total                                                             | Total                                                        | 299 115 | 100,00 | –    | 39     | 4             |
| Abstentions                                                       | Abstentions                                                  | 95 928  | 24,28  |      |        |               |
| Inscrits / Participation                                          | Inscrits / Participation                                     | 395 043 | 75,72  |      |        |               |